# Wilhelmina (televisieserie)
Wilhelmina is een Nederlandse miniserie uit 2001 van Olga Madsen, gebaseerd op het toneelstuk Wilhelmina: Je maintiendrai van Ton Vorstenbosch en werd ook mede door deze auteur bewerkt voor televisie. De serie toont in snel tempo en met veel verdichting het levensverhaal van de vorstin, waarbij veel aandacht wordt besteed aan haar streven een waardig opvolger te zijn van eerdere telgen uit de Oranje-dynastie.
De serie werd in vier afleveringen van 50 minuten vertoond op televisie door de NCRV, van 2 april tot 23 april in 2001.

## Rolverdeling
- Anne Wil Blankers - koningin Wilhelmina
- Ricky Koole - jonge Wilhelmina
- Jasperina de Jong - koningin Emma
- Johann von Bülow - jonge Hendrik
- Victor de Wachter - prins Hendrik
- Mirjam Stolwijk - prinses Juliana
- Geert Lageveen - prins Bernhard
- Mark Rietman - Van 't Sant
- Pia Douwes - Margaretha van 't Sant
- Paul Hoes - Van Tets
- Krijn ter Braak - baron van Geen
- Menno van Beekum - kamerheer Six
- Ineke Veenhoven - freule Van de Poll
- Elsje Scherjon - freule Schimmelpenninck
- Hans Veerman - Van Tuyl van Serooskerken
- Peter Oosthoek - minister-president Nicolaas Pierson
- Hans Croiset - minister-president Hendrikus Colijn
- André van den Heuvel - minister-president Dirk Jan de Geer
- Adriaan Olree - minister-president Pieter Gerbrandy
- Bert Geurkink - minister-president Louis Beel
- Bob van Tol - minister-president Willem Drees
- Hein van der Heijden - meneer Doenselaer
- Hiske van der Linden - juffrouw van Rhijn
- Mike Reus - Booy
- Sieto Hoving - Dumenceau
- Viviane De Muynck - Elsi
- Arjan Kindermans - Van Riemsdijk
- Kirsten van Dissel - Mien
- Tom de Jong - Jan Derk Lier
- Reinier Bulder - officier
- Bente de Vries - Wilhelmina (10 jaar)
- Sterre van der Meer - Juliana (6 jaar)
- Jamie Kradolfer - Juliana (9 jaar)
- Lidewij Benus - Alice van Hemert
- Eric Hermans - broer van gezant
- Guusje van Tilborgh - gravin Kotzebue
- Herbert Flack - graaf Kotzebue
- Vastert van Aardenne - overste Phaff
- Helmert Woudenberg - generaal Winkelman
- John Vine - koning George
- Sheila Ruskin - koningin Elisabeth
- Bob Löwenstein - minister
- Arthur Boni - minister
- David Savalle - marechaussee
- Xander Straat - verzetsman
- Jos van Hulst - verzetsman
- Jeroen Rienks - verzetsman
- Léon Roeven - verzetsman
- Bart de Vries - verzetsman